# Mariano Manent
Mariano Manent (Córdoba, 9 aprile 1904 – Avilés, 22 ottobre 1993) è stato un allenatore di pallacanestro e arbitro di pallacanestro argentino.

## Carriera
Figlio di padre spagnolo, alla morte di quest'ultimo (all'età di 14 anni) si trasferì a Barcellona. Nel 1935 fu nominato allenatore della Spagna: fu il primo allenatore nella storia della "Roja". Agli Europei del 1935 ha conquistato la medaglia d'argento. In precedenza (1928-1930) aveva allenato il Barcellona.
Sempre nel 1935 iniziò ad arbitrare, e curiosamente fu lui a dirigere il primo incontro nella storia della Nazionale spagnola nel turno qualificazione degli Europei tra Portogallo e la selezione iberica, di cui era anche l'allenatore. Nell'ottobre dello stesso anno diresse la finale di Copa del Rey, vinta dalla Societé Patrie contro il Rayo Club Madrid.